# Denise Castro Ruvalcaba
Denise Castro Ruvalcaba (Ciudad de México, 20 de abril de 2003) es una futbolista mexicana, que juega como delantera en el Albion Hurricanes Fooball y en la Selección femenina de futbol sub-17 de México.

## Selección nacional
En 2018 fue convocada a la selección femenina de futbol sub-17 de México para jugar en la Copa Mundial Femenina de Fútbol Sub-17 de 2018.

### Participaciones en Copas del Mundo
| Mundial                                        | Sede    | Resultado  | Partidos | Goles |
| ---------------------------------------------- | ------- | ---------- | -------- | ----- |
| Copa Mundial Femenina de Fútbol Sub-17 de 2018 | Uruguay | Subcampeón | 6        | 1     |